# Ruyangosaurus
Ruyangosaurus é um gênero de dinossauro saurópodo da infraordem Sauropoda, do período Cretáceo Superior, encontrada na Formação Mangchuan, China. Há uma única espécie descrita para o gênero Ruyangosaurus giganteus.